# العنيقبي (حبيش)

تعديل مصدري - تعديل

العنيقبي هي إحدى قرى عزلة وادي المعقاب بمديرية حبيش التابعة لمحافظة إب، بلغ تعداد سكانها 172 نسمة حسب تعداد اليمن لعام 2004.